# Élections législatives bas-canadiennes de 1830
Les élections législatives bas-canadiennes de 1830 se sont déroulées du 13 septembre 1830 au 26 octobre 1830 au Bas-Canada afin d'élire les députés de la 14e législature de la Chambre d'assemblée. 

## Chronologie
- 2 septembre 1830 : Proclamation annonçant les élections générales en raison du décès du roi George IV.
- 13 septembre 1830 : Émission des brefs.
- 26 octobre 1830 : Retour des brefs.
- 24 janvier 1831 : Ouverture de la 1re session de la 14e législature par l'administrateur Matthew Whitworth-Aylmer.

## Résultats
| Patriotes | Non affiliés | Bureaucrates |
| 57 sièges | 17 sièges    | 10 sièges    |

### Résultats par district électoral
- Beauce n° 1 : Antoine-Charles Taschereau
- Beauce n° 2 : Pierre-Elzéar Taschereau
- Beauharnois n° 1 : Charles Archambault
- Beauharnois n° 2 : Jacob De Witt
- Bellechasse n° 1 : Augustin-Norbert Morin
- Bellechasse n° 2 : Nicolas Boissonnault
- Berthier n° 1 : Alexis Mousseau
- Berthier n° 2 : Jacques Deligny
- Bonaventure n° 1 : Édouard Thibaudeau
- Bonaventure n° 2 : John Gosset
- Chambly n° 1 : Frédéric-Auguste Quesnel
- Chambly n° 2 : Louis-Michel Viger
- Champlain n° 1 : Olivier Trudel
- Champlain n° 2 : Pierre-Antoine Dorion
- Deux-Montagnes n° 1 : William Henry Scott
- Deux-Montagnes n° 2 : Jacques Labrie
- Dorchester n° 1 : Henry John Caldwell
- Dorchester n° 2 : Louis Lagueux
- Drummond n° 2 : Frederick Heriot
- Gaspé : Robert Christie
- Kamouraska n° 1 : Amable Dionne
- Kamouraska n° 2 : Charles-Eusèbe Casgrain
- L'Acadie n° 1 : Robert Hoyle
- L'Acadie n° 2 : François Languedoc
- L'Assomption n° 1 : Barthélemy Joliette
- L'Assomption n° 2 : Amable Éno dit Deschamps
- L'Islet n° 1 : Jean-Baptiste Fortin
- L'Islet n° 2 : Jean-Charles Létourneau
- Lachenaie n° 1 : Charles Courteau
- Lachenaie n° 2 : Jean-Marie Rochon
- Laprairie n° 1 : Jean-Moïse Raymond
- Laprairie n° 2 : Austin Cuvillier
- Lotbinière n° 1 : Louis Méthot
- Lotbinière n° 2 : Jean-Baptiste-Isaïe Noël
- Missisquoi n° 1 : Ralph Taylor
- Missisquoi n° 2 : Stevens Baker
- Montmorency : Philippe Panet
- Comté de Montréal n° 1 : Joseph Valois
- Comté de Montréal n° 2 : Joseph Perrault
- Montréal-Est n° 1 : Hugues Heney
- Montréal-Est n° 2 : James Leslie
- Montréal-Ouest n° 1 : Louis-Joseph Papineau
- Montréal-Ouest n° 2 : John Fisher
- Nicolet n° 1 : Jean-Baptiste Proulx
- Nicolet n° 2 : Louis Bourdages
- Orléans n° 1 : François Quirouet
- Orléans n° 2 : Jean-Baptiste Cazeau
- Ottawa : Philemon Wright
- Portneuf n° 1 : Hector-Simon Huot
- Portneuf n° 2 : François-Xavier Larue
- Comté de Québec n° 1 : Michel Clouet
- Comté de Québec n° 2 : John Neilson
- Basse-ville de Québec n° 1 : Thomas Lee
- Basse-ville de Québec n° 2 : Thomas Ainslie Young
- Haute-ville de Québec n° 1 : Andrew Stuart
- Haute-ville de Québec n° 2 : Jean-François-Joseph Duval
- Richelieu n° 1 : François-Roch de Saint-Ours
- Richelieu n° 2  : Jacques Dorion
- Rimouski n° 1  : Paschal Dumais
- Rimouski n° 2  : François Corneau
- Rouville n° 1 : René Hertel de Rouville
- Rouville n° 2 : Rémi-Séraphin Bourdages
- Saguenay n° 1 : Joseph-Isidore Bédard
- Saguenay n° 2 : Marc-Pascal de Sales Laterrière
- Saint-Hyacinthe n° 1 : Jean Dessaulles
- Saint-Hyacinthe n° 2 : Louis Raynaud dit Blanchard
- Saint-Maurice n° 1 : Pierre Bureau
- Saint-Maurice n° 2 : Valère Guillet
- Shefford : Paul Holland Knowlton
- Sherbrooke n° 1 : Samuel Brooks
- Sherbrooke n° 2 : Charles Frederick Henry Goodhue
- Stanstead n° 1 : Ebenezer Peck
- Stanstead n° 2 : James Baxter
- Terrebonne n° 1 : Joseph-Ovide Turgeon
- Terrebonne n° 2 : Louis-Hippolyte La Fontaine
- Trois-Rivières n° 1 : Charles Richard Ogden
- Trois-Rivières n° 2 : Pierre-Benjamin Dumoulin
- Vaudreuil  n° 1 : Godefroy Beaudet
- Vaudreuil  n° 2 : Alexis Demers
- Verchères n° 1 : Pierre Amiot
- Verchères n° 2 : François-Xavier Malhiot
- William-Henry : Jonathan Würtele
- Yamaska n° 1 : Joseph Badeaux
- Yamaska n° 2 : Charles-Nicolas-Fortuné de Montenach

## Sources
- Section historique du site de l'Assemblée nationale du Québec